# Philipp Matthäus Hahn

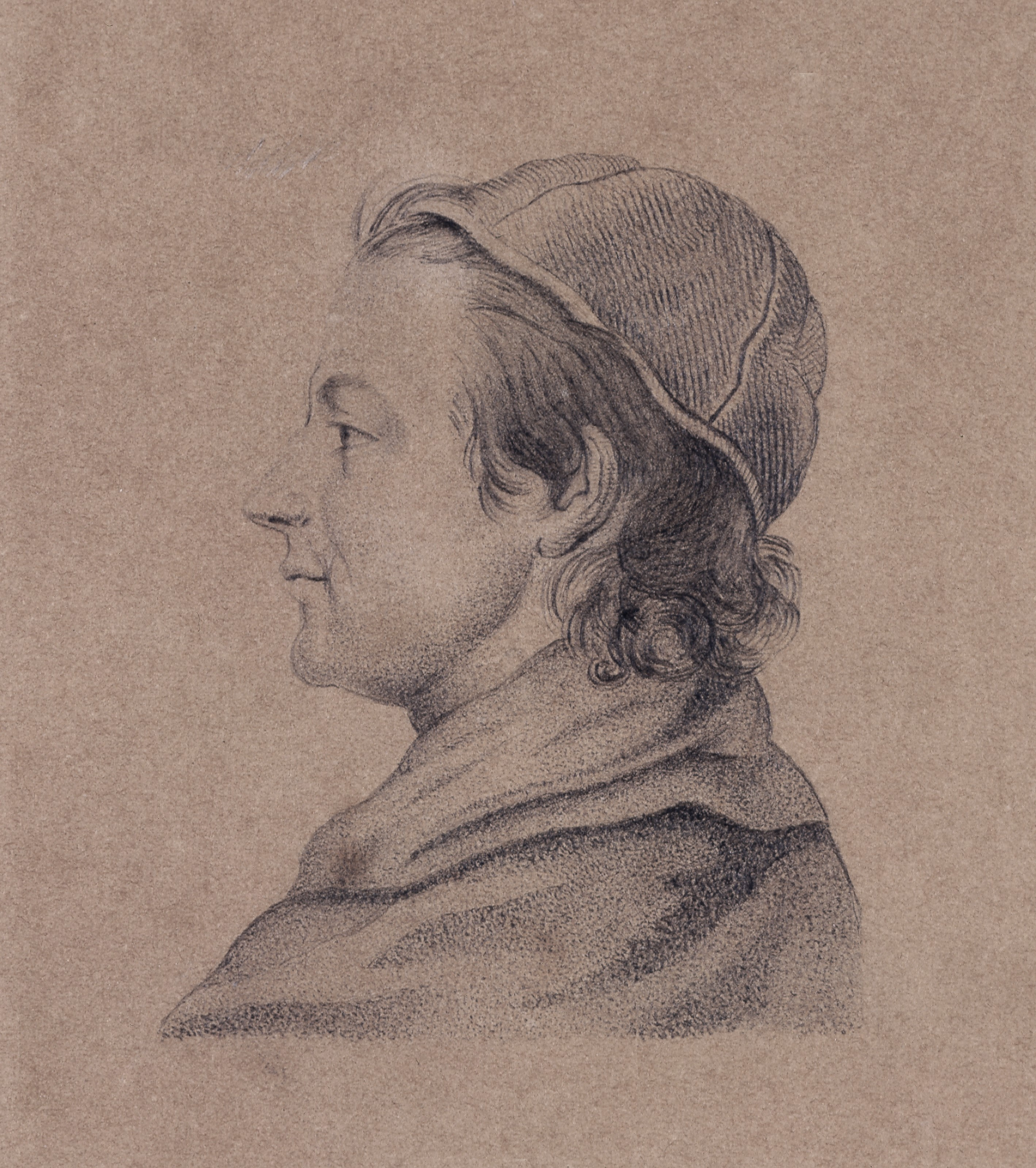
Johann Philipp Weisbrod: Porträt des Philipp Matthäus Hahn, 1773 (Historisches Museum Basel)

Philipp Matthäus Hahn (* 25. November 1739 in Scharnhausen; † 2. Mai 1790 in Echterdingen) war ein deutscher Pfarrer und Ingenieur.

## Leben

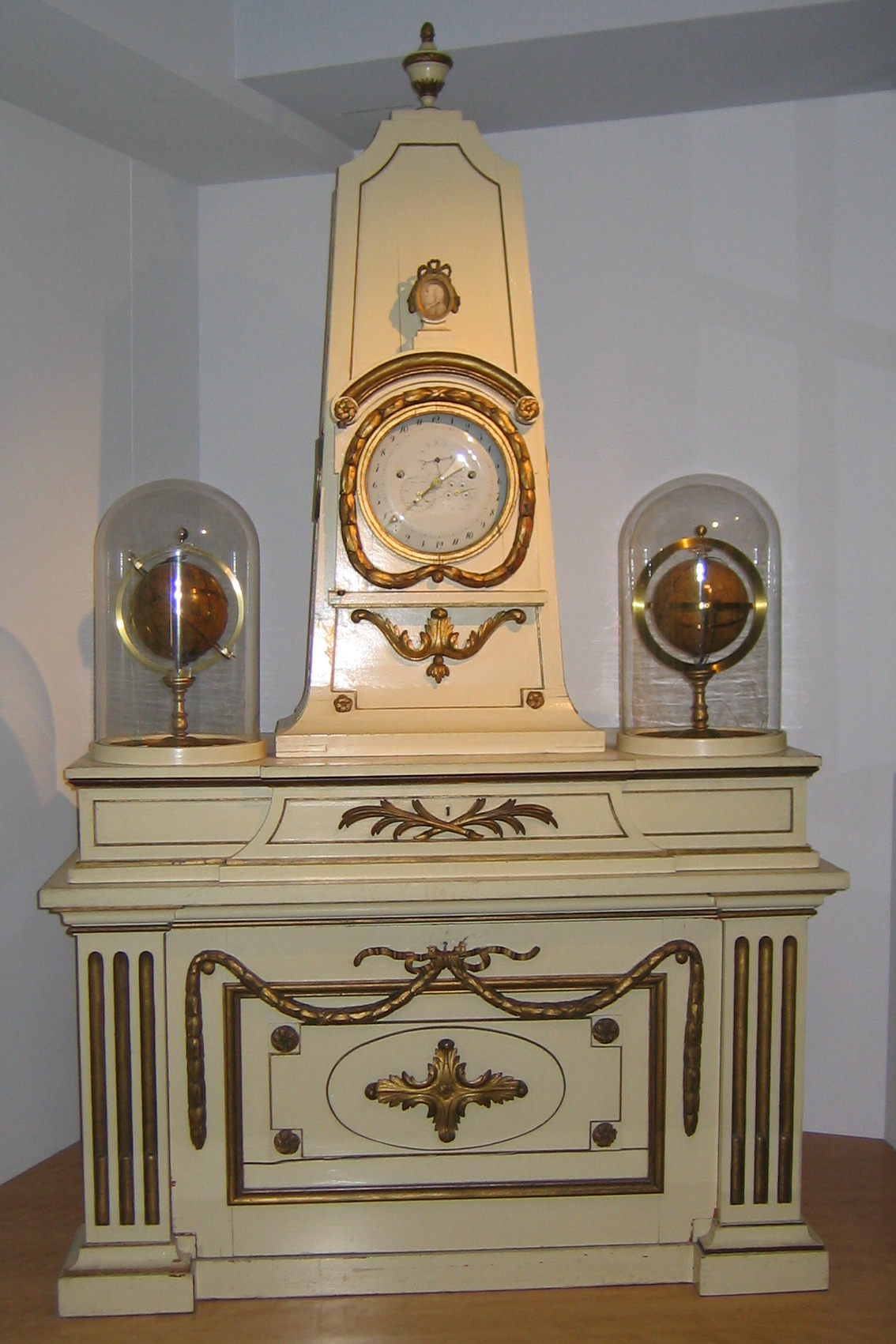
Doppelglobusuhr (um 1785) von Philipp Matthäus Hahn (Entwurf) und Philipp Gottfried Schaudt (Ausführung) (Deutsches Uhrenmuseum, Furtwangen)

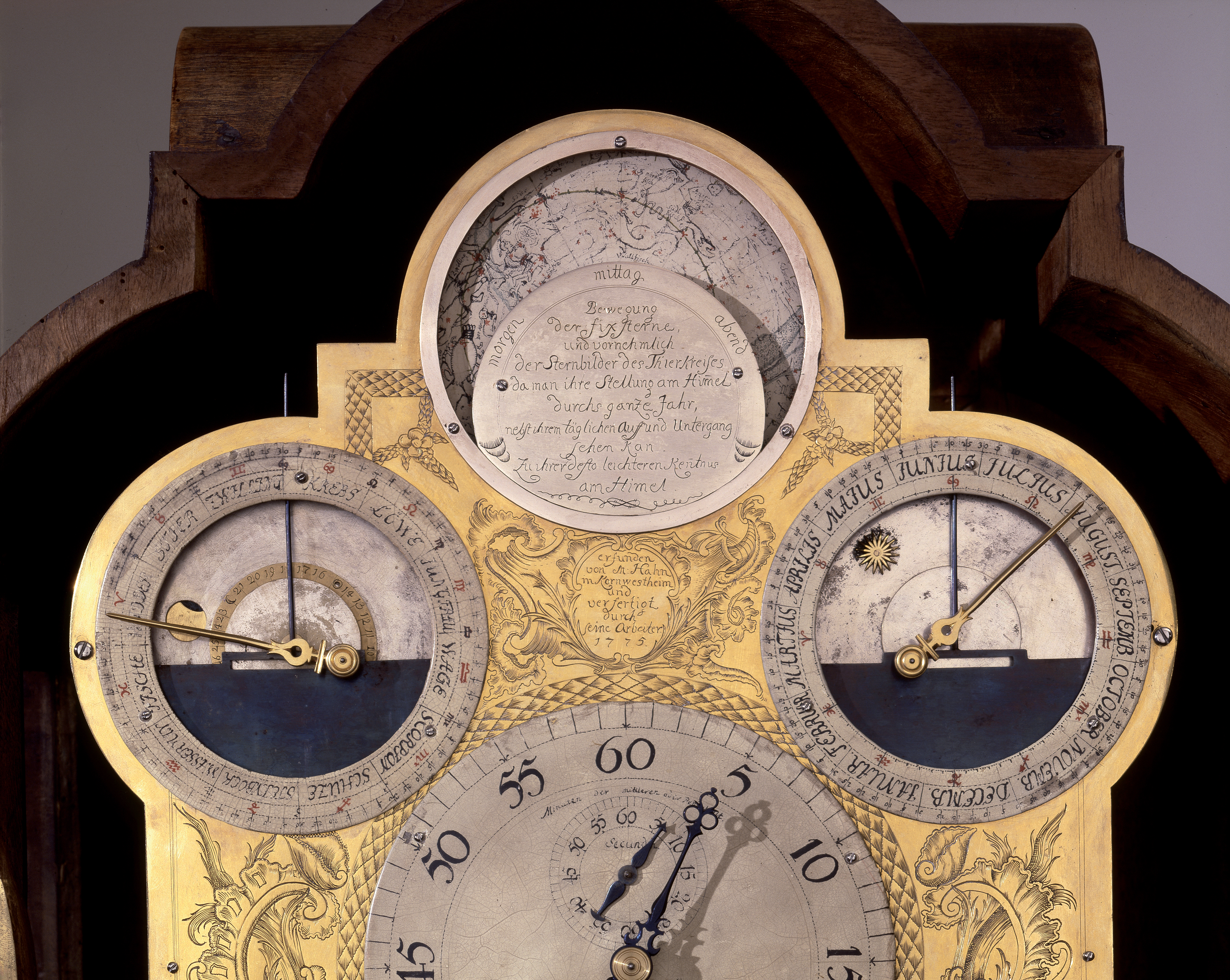
Zifferblatt einer astronomischen Bodenstanduhr von Philipp Matthäus Hahn, 1775 (Historisches Museum Basel)

Philipp Matthäus Hahn war das zweite von sechs Kindern aus der ersten Ehe des evangelischen Pfarrers Georg Gottfried Hahn (1705–1766). Von seinem Vater wurde er im Kindesalter in Griechisch, Latein und Hebräisch unterrichtet. Schon früh zeigte Philipp Matthäus Hahn großes Interesse an Astronomie. Im Alter von zwölf Jahren besuchte er die Lateinschule in Esslingen, das heutige Georgii-Gymnasium. Im Jahr 1752 starb seine Mutter Juliana Hahn, geborene Kaufmann (1711–1752). Sein Vater heiratete ein zweites Mal. In dieser Ehe wurden fünf weitere Kinder geboren. Philipp Matthäus Hahn bewarb sich um die Aufnahme in eine der evangelischen Klosterschulen Württembergs, kam aber beim Landexamen, einer zur Aufnahme führenden Wettbewerbsprüfung, nicht zum Zuge. Stattdessen besuchte er die Nürtinger Lateinschule. Hier entwickelte er als technischer Autodidakt Sonnenuhren. In seinen theologischen Studiengebieten setzte er sich mit den Lehren Johann Arndts, der als Wegbereiter des Pietismus gilt, und der rationalistischen Philosophie Christian Wolffs auseinander. 1756 wurde sein Vater wegen Trunkenheit nach Onstmettingen strafversetzt. Dort lernte Hahn seinen gleichaltrigen Freund und späteren Mitarbeiter, den Provisor (seit 1755) bzw. Schulmeister (seit 1761) Philipp Gottfried Schaudt, kennen, der eine Uhrmacherlehre absolviert hatte. Von 1757 bis 1759 setzte Hahn seine theologische Ausbildung in Tübingen fort. Dort entwickelte er in seiner freien Zeit Teile zum Bau von Teleskopen und Sonnenuhren. Während seines Studiums hungerte er sich durch. Er verdiente sich sein Geld zum Leben mit seinem Talent zum Instrumentenbau, teilweise in Zusammenarbeit mit seinem Freund Philipp Gottfried Schaudt, da ihn sein Vater finanziell nicht unterstützte. Die Prüfungsgebühren wurden Hahn aufgrund seiner Armut zur Hälfte erlassen; den anderen Teil der Gebühren streckten Verwandte vor.

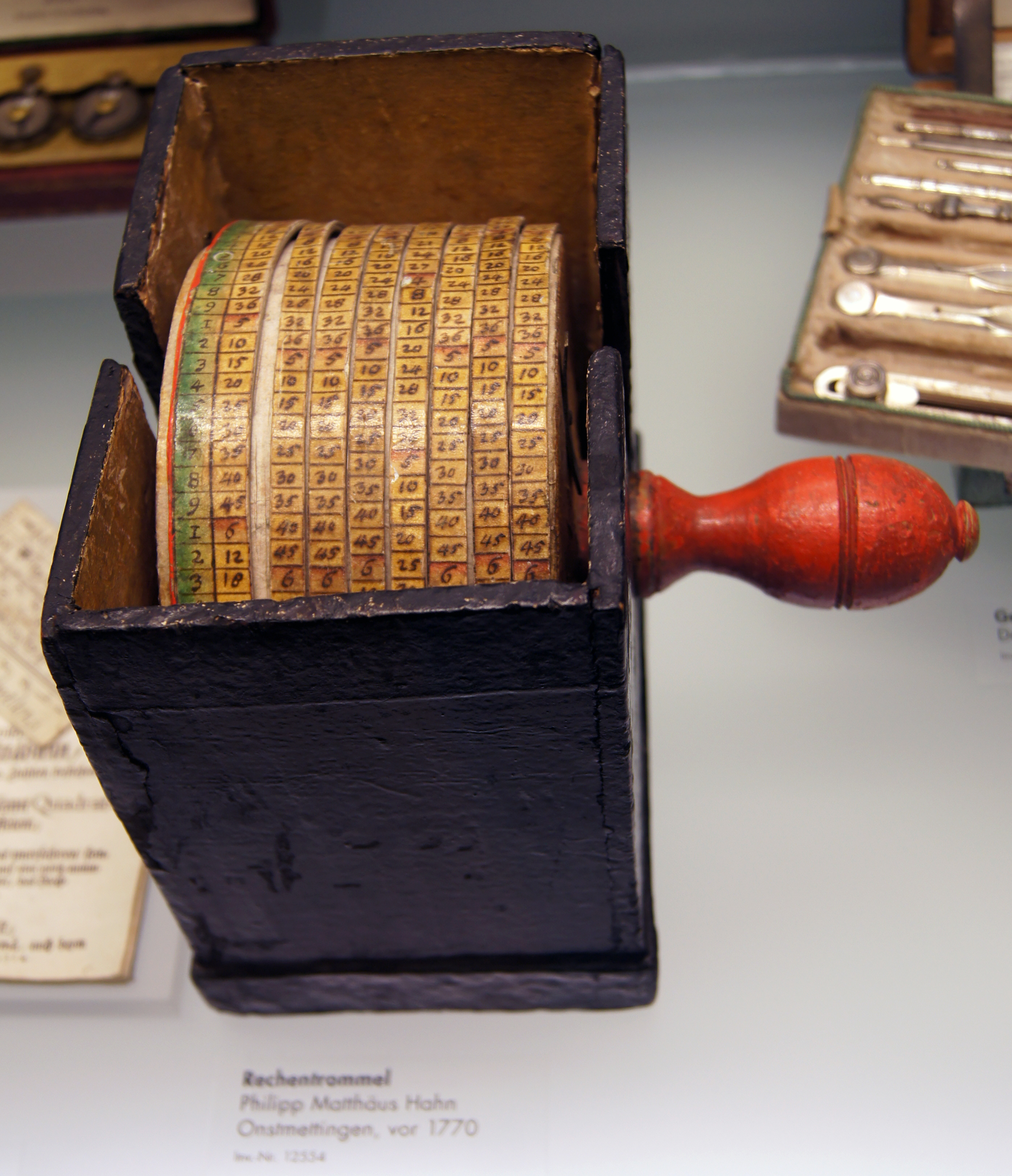
Rechentrommel von Philipp Matthäus Hahn, Onstmettingen, vor 1770, Landesmuseum Württemberg, Stuttgart

Nach dem Studium war Hahn 1760 im Gebiet des säkularisierten (nun evangelischen) Benediktiner-Männerklosters Lorch Hauslehrer bei Oberamtmann und Klostersverwalter Heinrich Scheinemann und in diesem Jahr kurzfristig auch Vikar beim Lorcher Klosterpfarrer Philipp Ulrich Moser (1720–1792), dem späteren ersten Latein- und Griechischlehrer Friedrich Schillers der Jahre 1765/1766. Schiller hat diesen in seinem Drama Die Räuber (1781) als „Pastor Moser“ verewigt. Seine zweite von mehreren Anstellungen als Vikar erhielt Hahn 1761 in Breitenholz. Er vertrat Friedrich Christoph Oetinger in Herrenberg. 1764 wurde er Pfarrer in Onstmettingen, dem heutigen Stadtteil von Albstadt, als Nachfolger seines verstorbenen Vaters. Hier entstanden unter der Mitwirkung Schaudts seine ersten Neigungswaagen, Weltmaschinen und die nach ihm benannte Öhrsonnenuhr, die zur Prüfung der lebenden Uhren gedacht war. Hahn war der Erfinder der Neigungswaagen, die sich rasch verbreiteten und ohne Gewichte auskamen. Damit und mit seinen anderen Erfindungen gilt er auch als Begründer der Feinmechanikindustrie im Zollernalbkreis, die sich im 19. Jahrhundert entwickelte. Bei den eben genannten Weltmaschinen handelt es sich um astronomische Uhren, die chronologische Tafeln über den von Johann Albrecht Bengel skizzierten Fortgang der Heilsgeschichte sowie synchronisierte helio- und geozentrische Orreries enthalten. Diese wurde erst nach dem Tod Hahns fertiggestellt. Auf Anregung dessen Auftraggebers, Herzog Carl Eugens, dem er 1767 eine astronomische Uhr übergab und der ihn bewunderte und als „Uhrmacher Gottes“ betitelte, erhielt er 1770 die gut dotierte Pfarrei in Kornwestheim. Der Herzog bot ihm auch 1770 die Mathematik-Professur in Tübingen an, aber Hahn schlug diese aus. Dort unterhielt er auch eine Uhrmacher-Werkstatt, in der er auch Verwandte beschäftigte, die die Instrumente nach seinen Plänen anfertigten. Er führte als Ergänzung zum Gottesdienst eine Erbauungsstunde ein. 1781 erhielt er die am besten dotierte Pfarrei des Landes in Echterdingen. Dort baute er vor allem Taschenuhren, über die er auch ein Buch schrieb.
Für seine astronomischen Uhren und Instrumente waren teilweise umfangreiche Rechnungen nötig, so dass er begann, Rechenmaschinen zu entwerfen und zu bauen. Sie waren die ersten voll funktionsfähigen Vier-Spezies-Rechenmaschinen (von zwei Rechnern von Anton Braun am Wiener Hof abgesehen), basierend auf dem Staffelwalzen-Prinzip von Gottfried Wilhelm Leibniz, die er wahrscheinlich aus dem Werk von Jacob Leupold kannte. Die erste Maschine baute er ab 1770. Der Prototyp wurde 1773 fertig, wurde aber erst 1778 vorgestellt, da es Probleme mit der Zuverlässigkeit des Zehnerübertrags gab. Bis 1779 gab es vier Maschinen, insgesamt baute er fünf bis sechs, von denen noch zwei existieren im (Landesmuseum Württemberg in Stuttgart und im Technoseum in Mannheim). Nachbauten befinden sich im Arithmeum in Bonn und im Philipp-Matthäus-Hahn-Museum in Albstadt-Onstmettingen.
1775 starb seine Frau Anna Maria Rapp (* 1749, Heirat 1764), eine Tochter des Bürgermeisters von Strümpfelbach im Remstal, Ulrich Rapp, bei der Geburt ihres sechsten Kindes. Vier Söhne aus der Ehe erreichten das Erwachsenenalter, und zwei von ihnen wurden Uhrmacher. Ein Jahr später 1776 heiratete er Beata Regina (1757–1824), eine Tochter des Pfarrer-Originals Johann Friedrich Flattich. Die gemeinsame Tochter Beate Eleutherie bemühte sich nach seinem Tod zusammen mit ihrer Mutter um die Weiterverbreitung von Hahns Lehre.
Hahn veröffentlichte mehrere theologische Bücher und stand im Briefwechsel unter anderem mit Johann Caspar Lavater und Franz von Baader. Den Druck seiner Bücher – zur Umgehung der Zensur im Ausland – finanzierte er mit seinen Instrumenten.
1779 wurde er Mitglied der Akademie gemeinnütziger Wissenschaften zu Erfurt.
Ein enger Mitarbeiter (und sein Schwager) war Johann Christoph Schuster, der auch weitere Rechenmaschinen basierend auf Hahns Prinzip baute. Hahns Arbeit über Rechenmaschinen wurde auch von seinem ältesten Sohn Christoph Matthäus Hahn (1767–1833), von Schaudt und den Gebrüdern Sauter in Esslingen (die ihre Kenntnis von Schaudt erhielten) fortgesetzt.
Philipp Matthäus Hahn starb 1790 an einer Lungenentzündung oder Lungenkrebs. Sein Grab galt lange als verschollen, wurde aber 1985 auf dem Kirchfriedhof von Echterdingen wieder lokalisiert, wobei eine Gedenkplatte angebracht wurde.

## Würdigungen und Erinnerungen
- Zur Erinnerung an das Leben und Wirken Philipp Matthäus Hahns wurde 1989 (anlässlich seines 250. Geburtstags) in Onstmettingen das Philipp-Matthäus-Hahn-Museum eröffnet.
- Die Stadt Kornwestheim verlieh 1989 zum ersten Mal den von ihr gestifteten Philipp-Matthäus-Hahn-Preis. In seinem ehemaligen Wohnhaus in Kornwestheim (Pfarrstraße 7) hat der Freundeskreis Philipp Matthäus Hahn ein kleines Museum eingerichtet.
- Im Heimatmuseum Echterdingen erinnert eine kleine Gedenkstätte an Hahns Echterdinger Zeit. Neben einem Lebensabriss werden einige seiner mechanischen Arbeiten gezeigt, die in seiner Werkstatt im alten Pfarrhaus entstanden sind.
- Im Museum für Waage und Gewicht in Balingen sind im Original zwei Hauswaagen zu sehen, die Hahn entwarf. Am Turm der dortigen Stadtkirche befindet sich die Sonnenuhr, die Hahn als Theologiestudent dort 1760 installierte.
- An den evangelischen Pfarrhäusern und Kirchen (oder sehr nahe bei ihnen) von Scharnhausen, Echterdingen, Onstmettingen und Kornwestheim gibt es Gedenktafeln für Philipp Matthäus Hahn. Letztere erinnert auch daran, dass Hahn hier Besuch von Johann Caspar Lavater und (am 15. Dezember 1779) von Johann Wolfgang Goethe und von dessen Dienstherrn, Karl August Herzog von Sachsen-Weimar und Sachsen-Eisenach, später (seit 1815) Großherzog von Sachsen-Weimar-Eisenach, hatte.
- In Stuttgart wird Philipp Matthäus Hahn durch ein freistehendes Denkmal, eine geozentrische Himmelskugel, bei der Liederhalle geehrt.
- Mehrere Schulen (z. B. in Echterdingen, Kornwestheim, Nürtingen, Balingen) sind nach Hahn benannt.
- Auch Straßen und Plätze tragen Hahns Namen, so in Scharnhausen, Kornwestheim (dort auch das Gemeindehaus), in Echterdingen und Onstmettingen (dort auch die evangelische Kirche).
- Im Jahr 1989 wurde die 1955 gegründete Forschungsgesellschaft für Uhren- und Feingerätetechnik zu Ehren von Wilhelm Schickard und Philipp Matthäus Hahn in Hahn-Schickard-Gesellschaft für angewandte Forschung e. V. (HSG) umbenannt.
- Seit November 2014 ziert ein Himmelsglobus, von Hagen Betzwieser entworfen, den Kreisverkehr am Kornwestheimer Ortseingang. Die Vielseitigkeit des von 1770 bis 1781 in Kornwestheim wirkenden Hahn vermittelt die Skulptur, indem der Künstler Hahns Professionen in jeweils eine der Himmelsrichtungen eingearbeitet hat: den Astronomen (Nord-Süd), den Pfarrer (Süd-Nord), den Ingenieur (Ost-West) und den Unternehmer (West-Ost).
- Die Deutsche Gesellschaft für Chronometrie verleiht eine Philipp-Matthäus-Hahn-Medaille.

## Bildergalerie

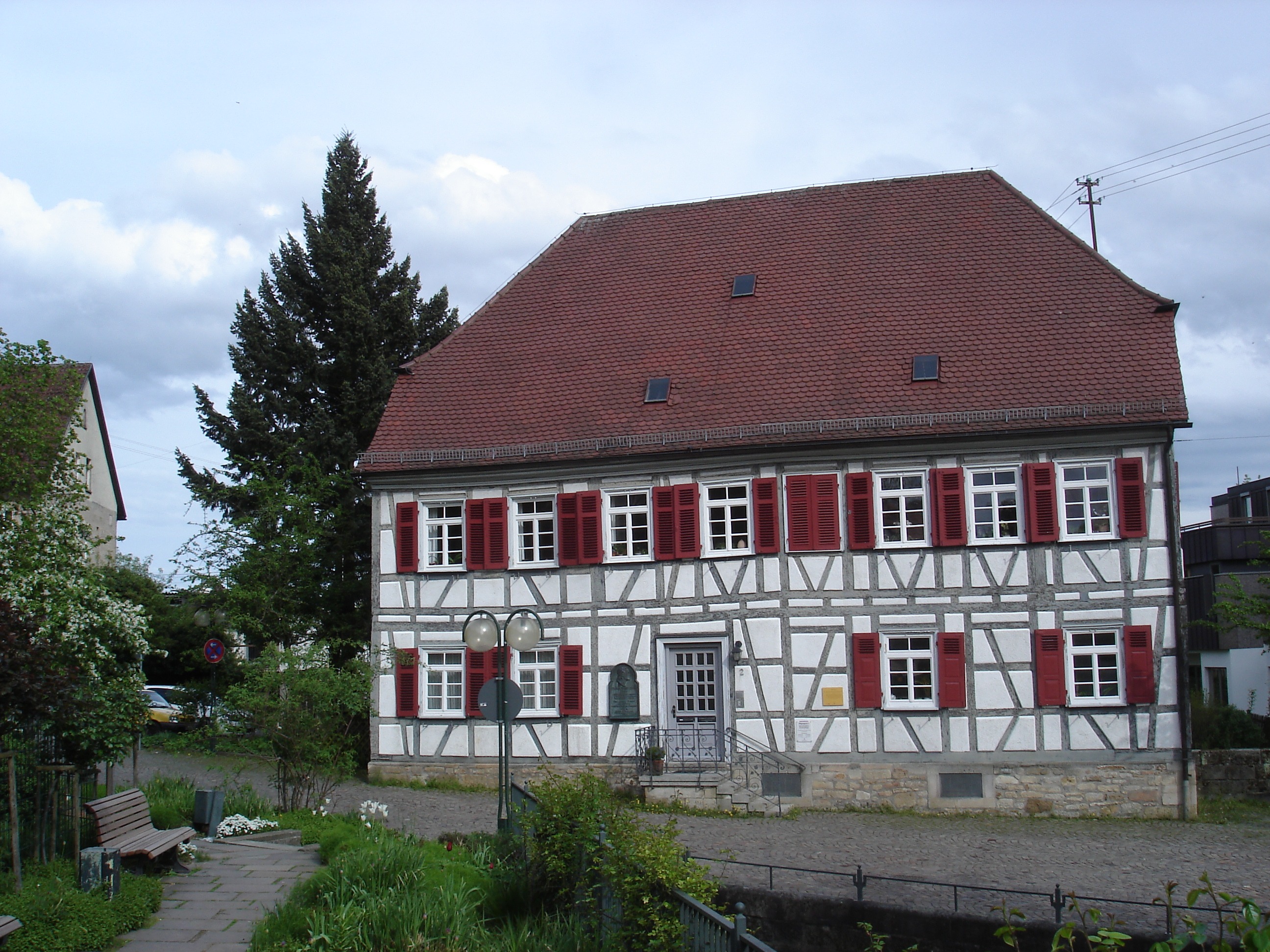
Pfarrhaus in Echterdingen
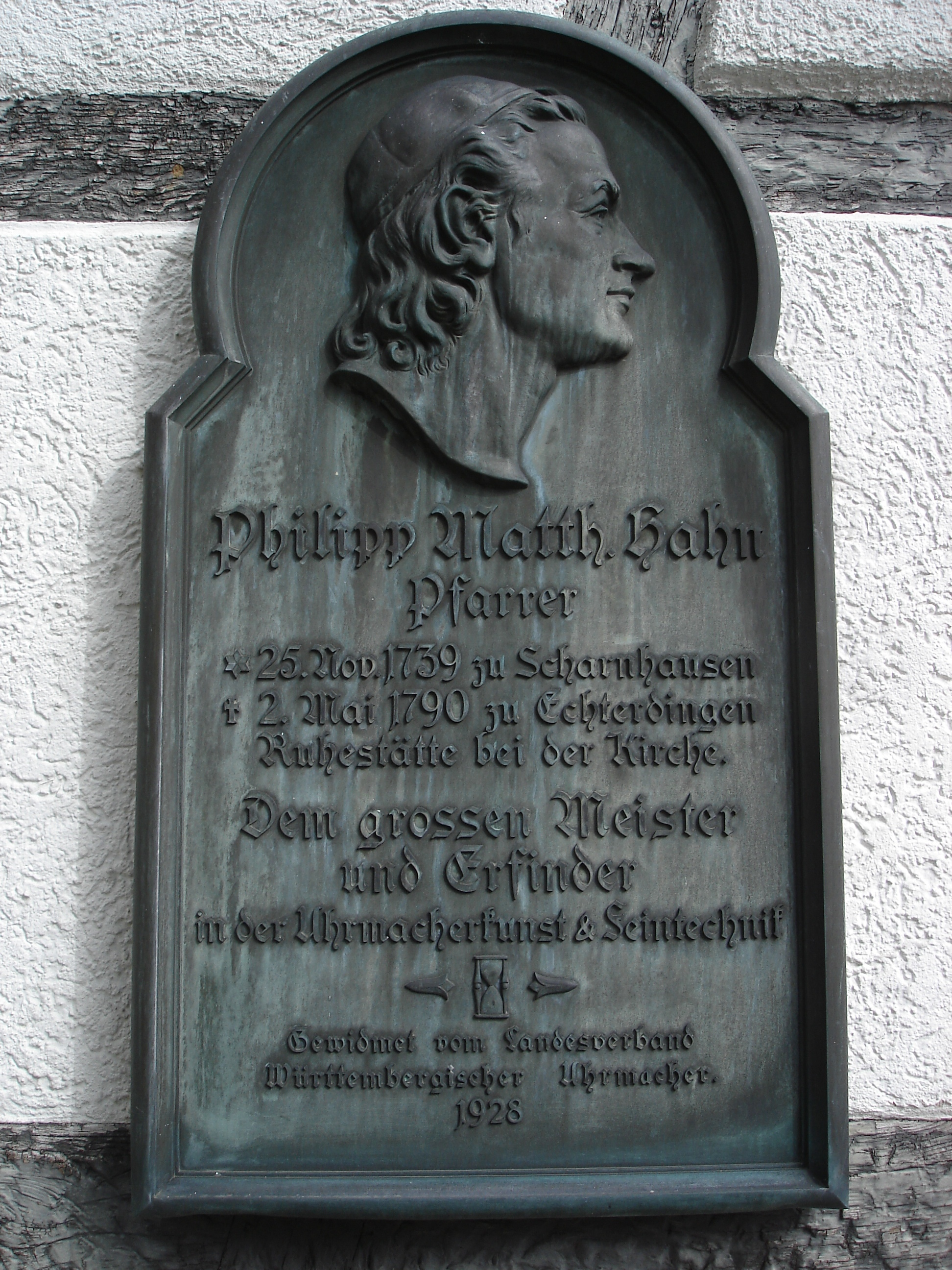
Gedenktafel am Pfarrhaus Echterdingen
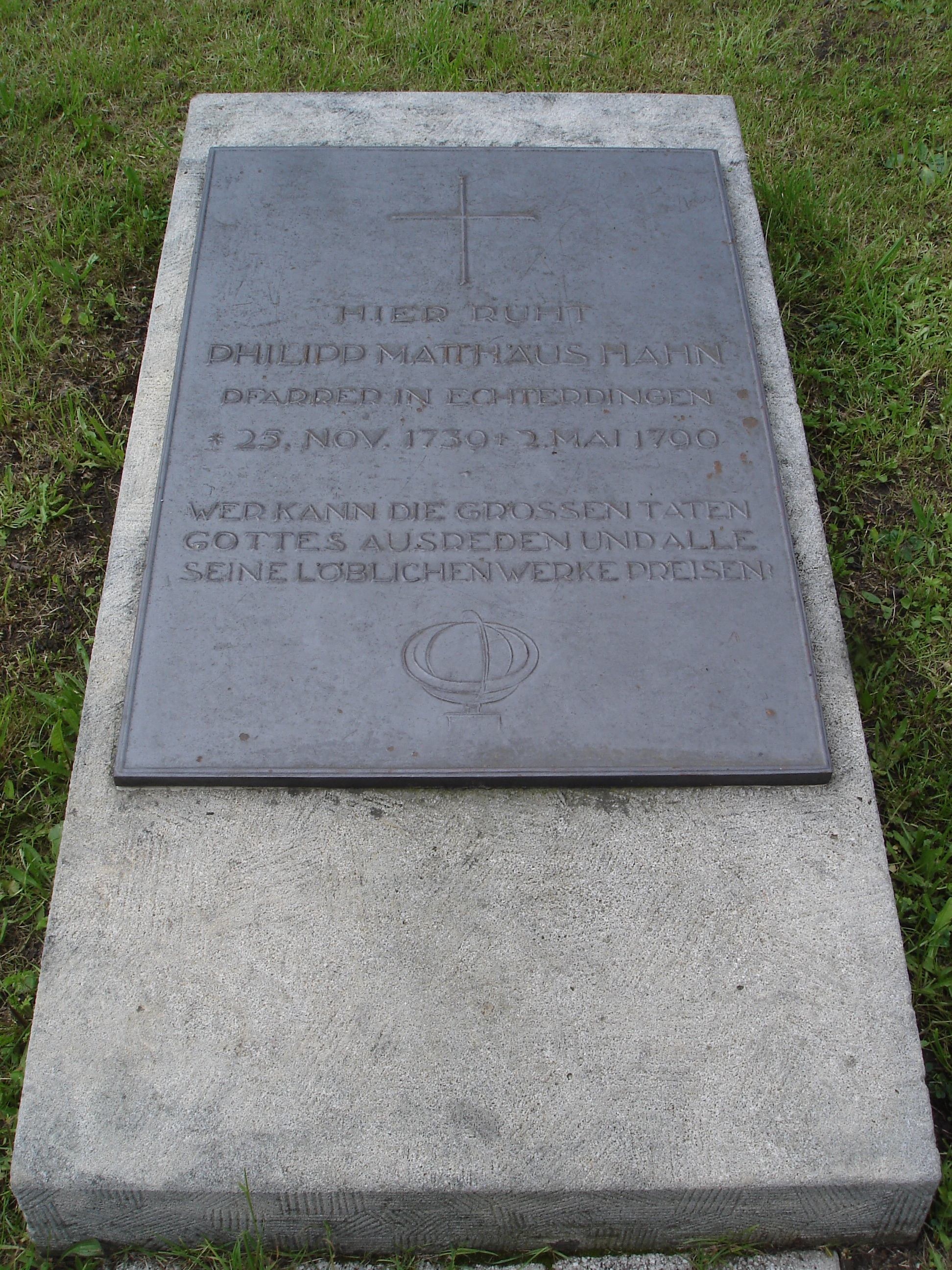
Grab auf dem Kirchhof in Echterdingen
Gedenkstätte im Heimatmuseum Echterdingen
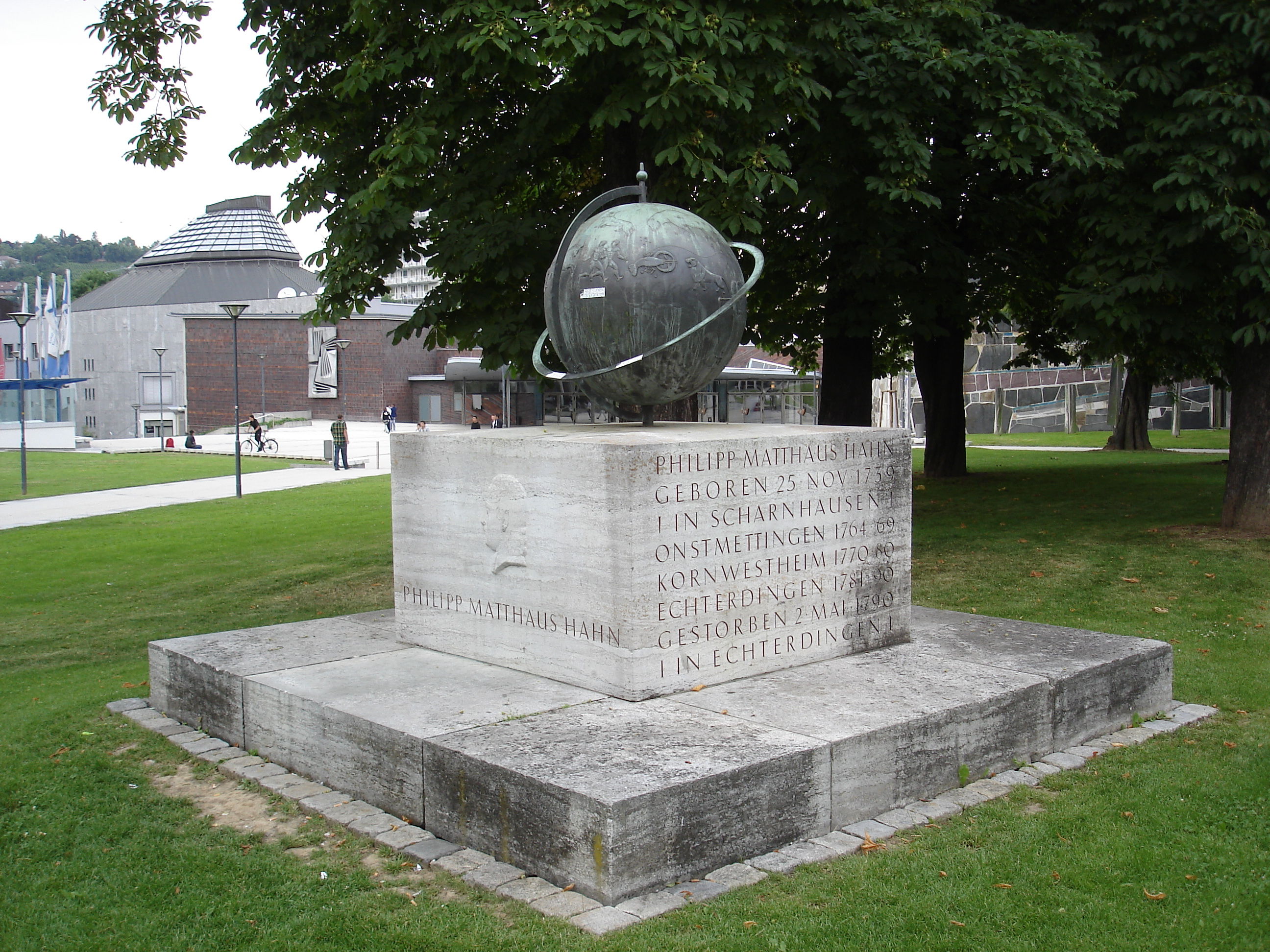
Denkmal in Stuttgart
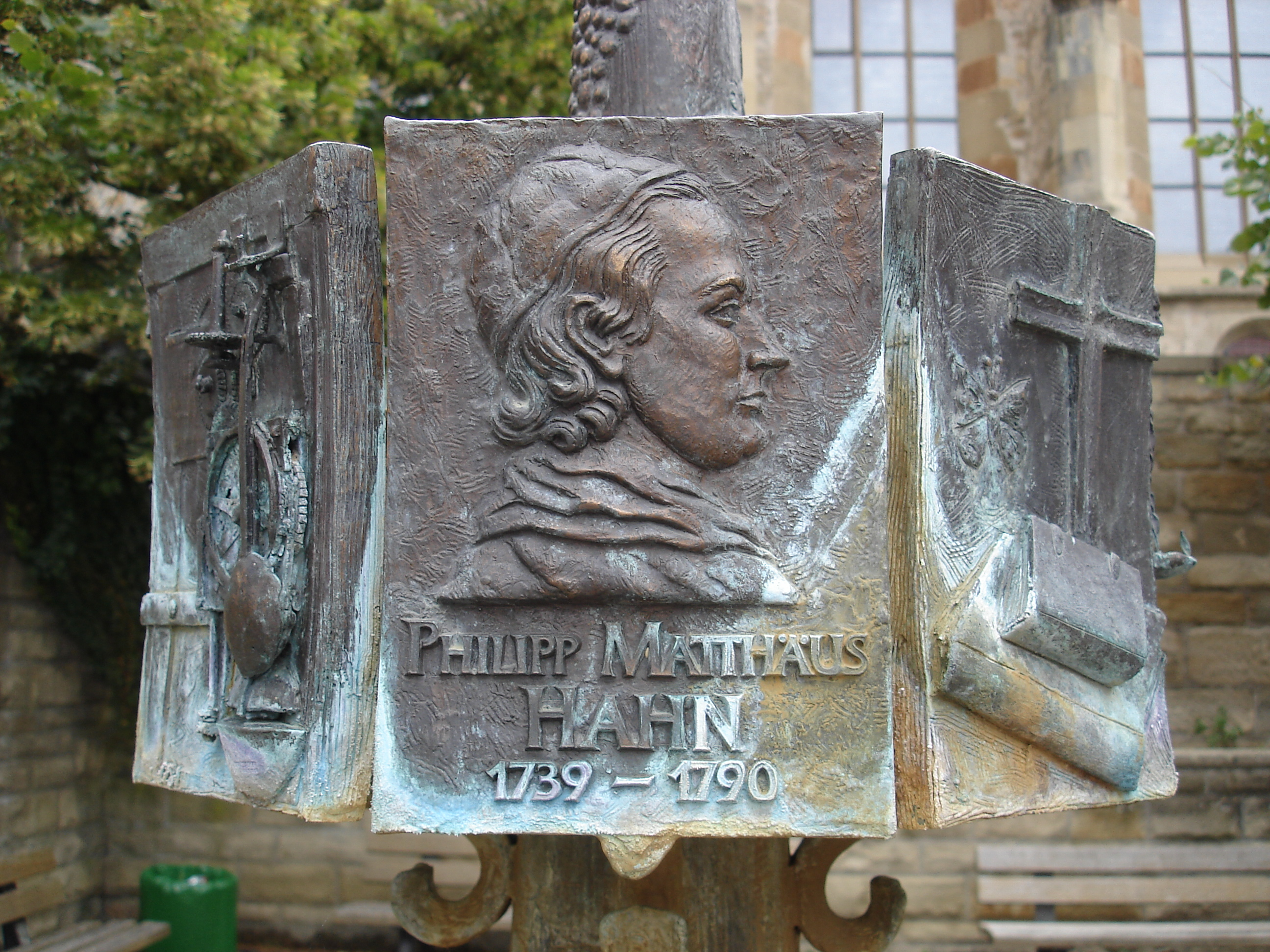
Brunnen bei der Martinskirche in Kornwestheim
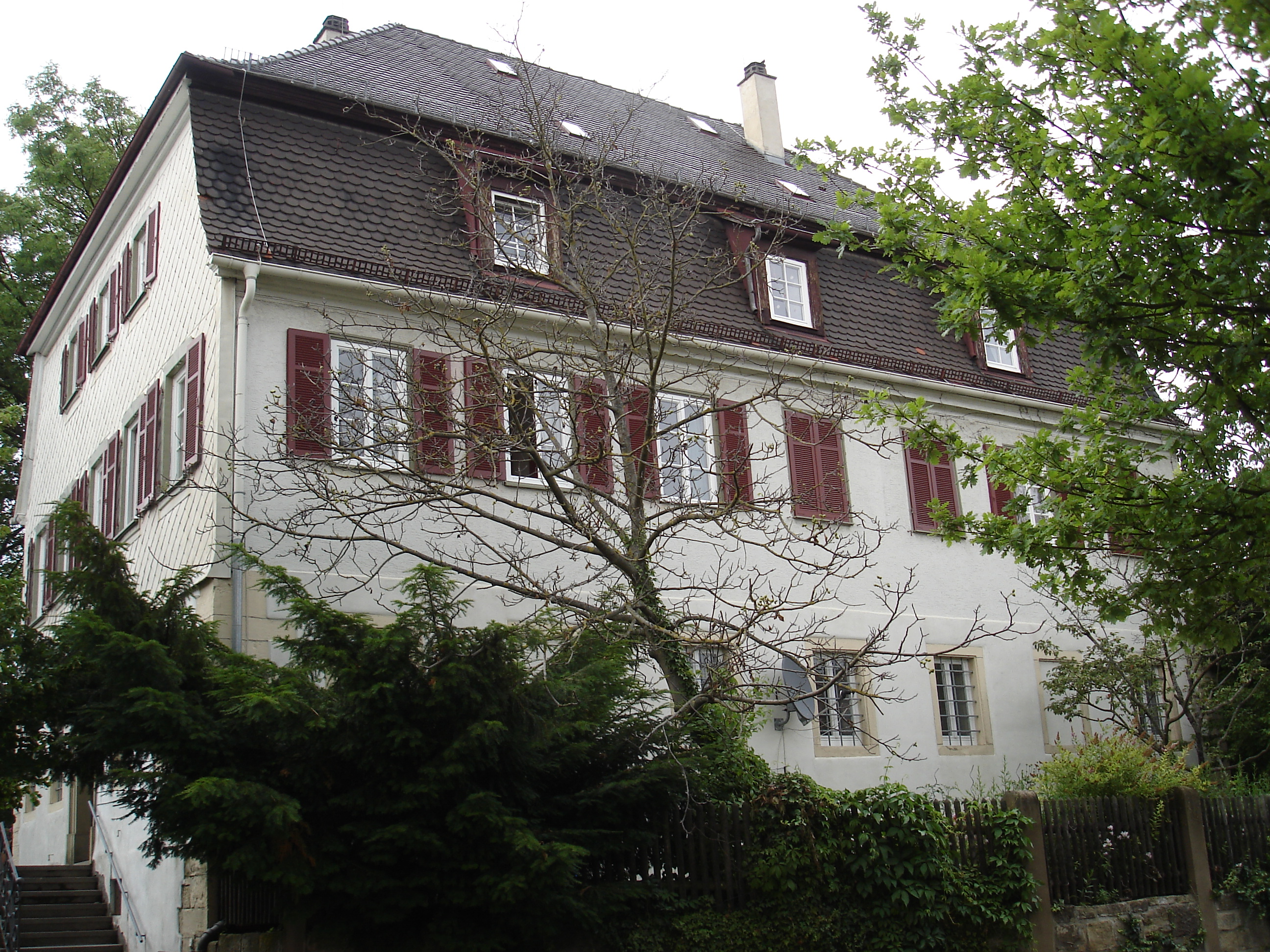
Das neue Pfarrhaus in Kornwestheim
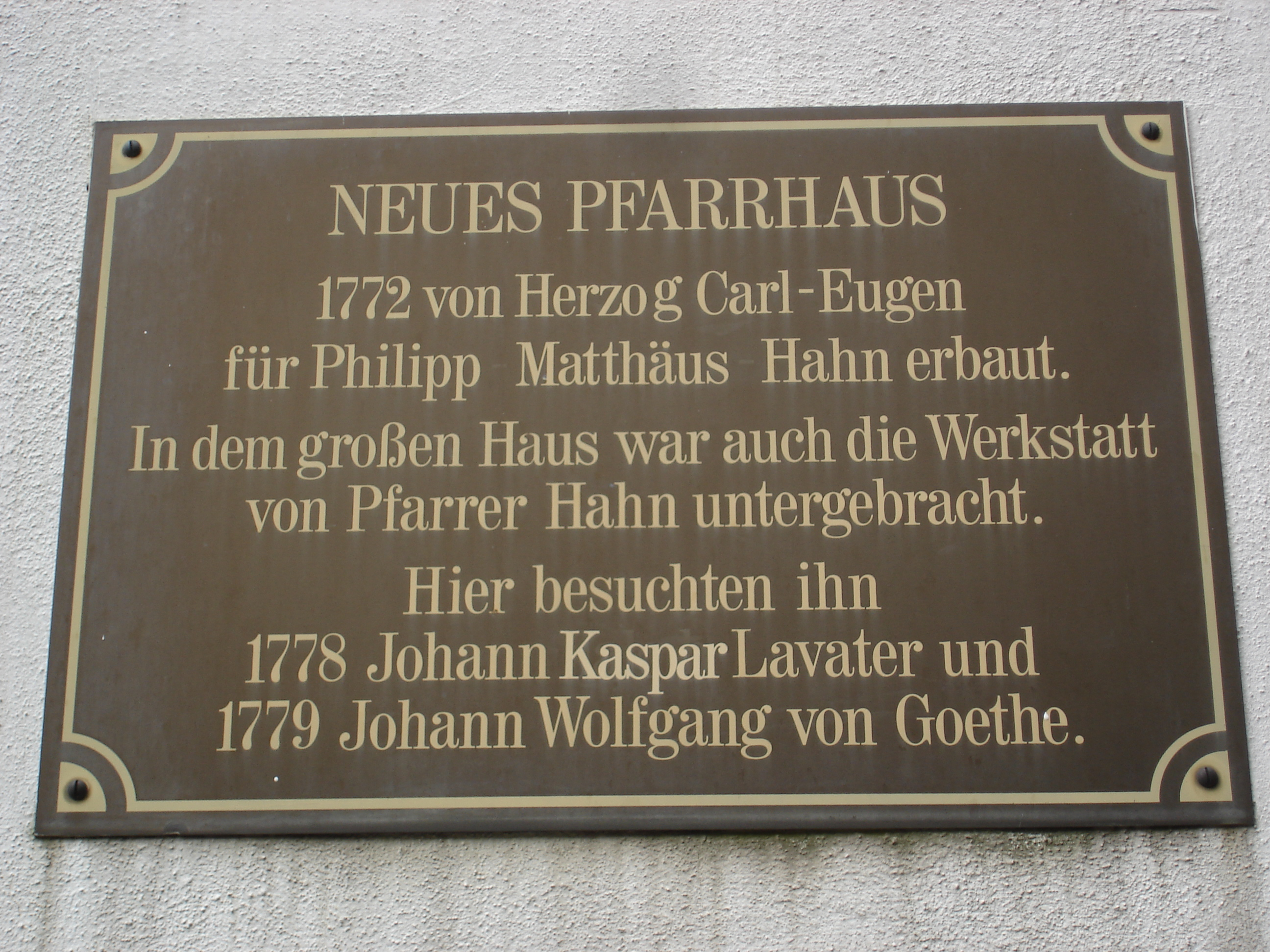
Gedenktafel am neuen Pfarrhaus in Kornwestheim
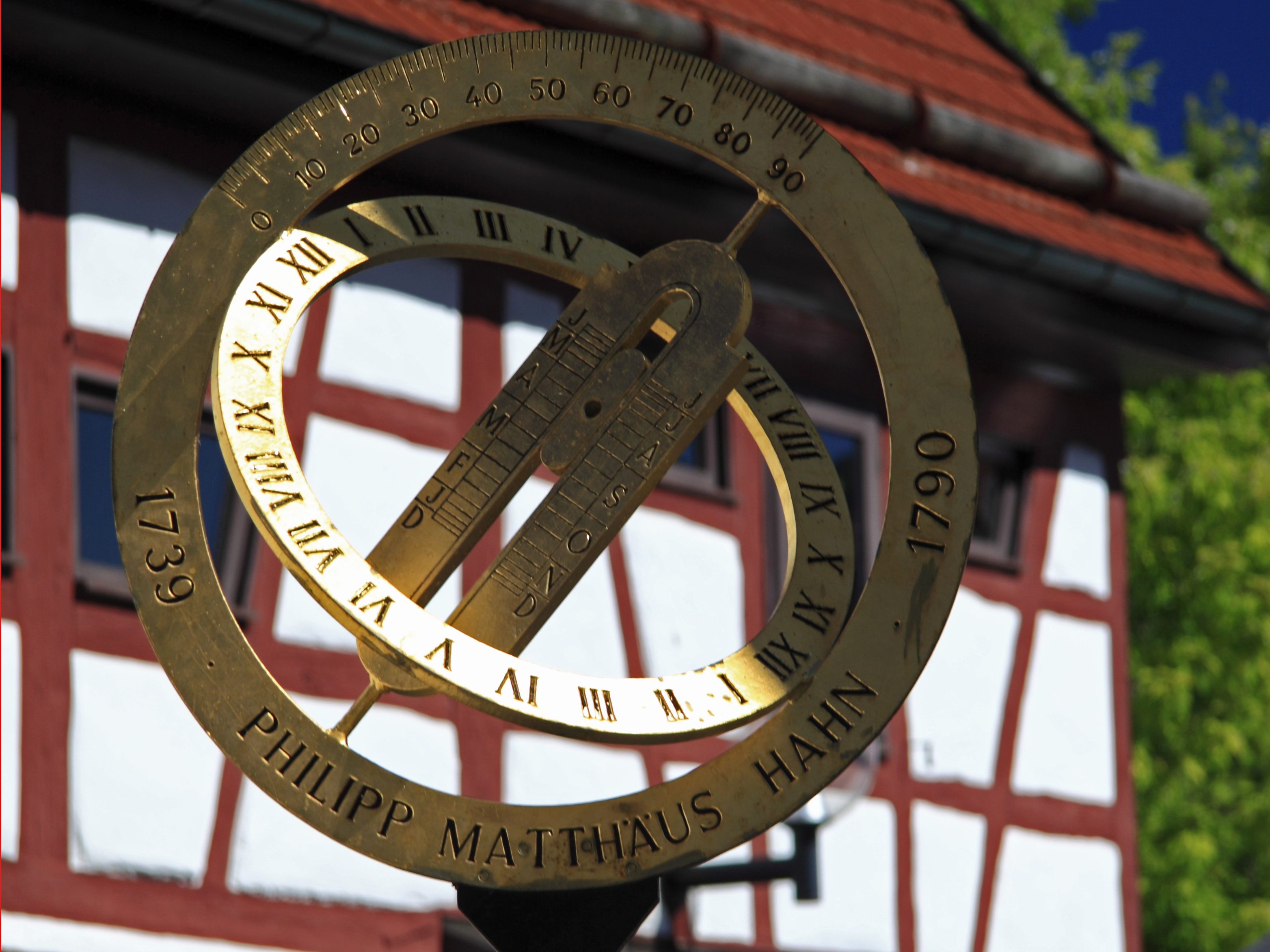
Denkmal in Onstmettingen mit Öhr-Sonnenuhr

### Primärliteratur
- Martin Brecht, Rudolf F. Paulus (Hrsg.): Philipp Matthäus Hahn: Die Kornwestheimer Tagebücher 1772–1777. Walter de Gruyter, Berlin/New York 1979, ISBN 3-11-007115-0.
- Martin Brecht, Rudolf F[riedrich] Paulus (Hrsg.): Philipp Matthäus Hahn: Die Echterdinger Tagebücher 1780–1790. Walter de Gruyter, Berlin/New York 1983, ISBN 3-11-008910-6.
- Philipp Matthäus Hahn: Kurze Beschreibung einer kleinen beweglichen Welt-Machine, welche Sr. Hochfürstl. Durchlaucht dem regierenden Fürsten Joseph Friedrich Wilhelm zu Hohenzollern Hechingen unter der Direction des Pfarrers M. Philipp Matthäus Hahn von Onstmettingen von dem Schulmeister Schaudten daselbst verfertiget worden. Lüdolph, Constanz 1770. – (Faksimile-Neudruck: Reinhard Breymayer (Hrsg.): Kurze Beschreibung einer kleinen beweglichen Welt-Maschine. Mit einem Geleitwort von Alfred Munz. Noũs-Verlag Thomas Leon Heck, Tübingen 1988, ISBN 3-924249-03-2.)
- Philipp Matthäus Hahn: Beschreibung mechanischer Kunstwerke. 1. u. 2. Teil. Mit einer autobiographischen Vorrede. J. B. Mezler, Stuttgart 1774. (Nachdruck: Lithos, Stuttgart 1991, ISBN 3-88480-013-2)
- Philipp Matthäus Hahn: Hinterlassene Schriften. Hrsg. von Christoph Ulrich Hahn. J. D. Claß, Heilbronn/Rothenburg an der Tauber 1828.
- Philipp Matthäus Hahn: Erbauungs-Stunden über den Brief an die Epheser. Ferd. Riehm, Basel 1878.
- Philipp Matthäus Hahn: Predigten und Betrachtungen. 11. Auflage. Reutlingen 1989.
- Philipp Matthäus Hahn: Die gute Botschaft vom Königreich Gottes. Metzingen 1963.
- Johann Albrecht Bengel; Philipp Matthäus Hahn (Bearb.): Die Hauptsache der Offenbarung Johannis. 1772.
- [Philipp Matthäus Hahn, Jakob Friedrich Klemm]: Etwas zum Verstand des Königreichs Gottes und Christi. Frankfurt [am Main] / Leipzig [vielmehr Kornwestheim] 1774. (2. Auflage [anonym] unter dem Titel Fingerzeig zum Verstand des Königreichs Gottes und Christi. Winterthur 1778.) (Neuauflage unter dem Titel: Philipp Matthäus Hahn: Fingerzeig zum Verständnis des Königreichs Gottes und Christi. Betrachtungen. Metzingen/Württ. 1999.)
- Philipp Matthäus Hahn – Jakob Friedrich Klemm: Etwas zum Verstand des Königreichs Gottes und Christi („Fingerzeig“) * samt einem Auszug aus dem „Theologischen Notizbuch“ von Philipp Matthäus Hahn mit neun ausgewählten Abhandlungen aus dem zeitlichen Umfeld der Epheserbriefauslegung von 1774. Hrsg. von Walter Stäbler. (Stuttgart: Verein für württembergische Kirchengeschichte c/o Landeskirchliches Archiv Stuttgart) 2016 (Kleine Schriften des Vereins für württembergische Kirchengeschichte, Nr. 20) – ISBN 978-3-944051-11-6.

### Sekundärliteratur
In chronologischer Reihenfolge des Erscheinens:
- Julius Hartmann: Hahn, Philipp Matthäus. In: Allgemeine Deutsche Biographie (ADB). Band 10, Duncker & Humblot, Leipzig 1879, S. 372.
- Max Engelmann: Leben und Wirken des württembergischen Pfarrers und Feintechnikers Philipp Matthäus Hahn. Richard Carl Schmidt & Co, Berlin 1923.
- Julius Rößle: Philipp Matthäus Hahn. Ein Leben im Dienst am Königreich Gottes in Christus. Stuttgart 1929
- Theodor Heuss: Philipp Matthäus Hahn, Pfarrer und Mechanikus. In: Ders.: Schattenbeschwörung. Randfiguren der Geschichte. Wunderlich, Stuttgart/Tübingen 1947; Klöpfer und Meyer, Tübingen 1999, ISBN 3-931402-52-5.
- Fritz Scheerer: Mechanikerpfarrer Philipp Matthäus Hahn. In: Heimatkundliche Blätter für den Kreis Balingen, 8. Jahrgang, 1. Teil, 28. Januar 1961, S. 1 f.
- Bruno Baron von Freytag Löringhoff: Hahn, Philipp Matthäus. In: Neue Deutsche Biographie (NDB). Band 7, Duncker & Humblot, Berlin 1966, ISBN 3-428-00188-5, S. 496 f. (Digitalisat).
- Friedhelm Groth: Die Wiederbringung aller Dinge im Württembergischen Pietismus. Theologiegeschichtliche Studien zum eschatologischen Heilsuniversalismus württembergischer Pietisten des 18. Jahrhunderts (= Arbeiten zur Geschichte des Pietismus, Band 21). Vandenhoeck & Ruprecht, Göttingen 1984, S. 153–162.
- Werner-Ulrich Deetjen: Die Welt kannte ihn nicht. Philipp Matthäus Hahn (1739–1790) - Schattenriß eines Jahrhundertgenies, in: Wolf-Dieter Hauschild, Wilhelm H. Neuser und Christian Peters (Hg.): Luthers Wirkung. Festschrift für Martin Brecht zum 60. Geburtstag, Stuttgart 1992, ISBN 3-7668-3167-4, 245–256
- Klaus Rieth, Den schönsten Sternen Gottes gleich. Philipp Matthäus Hahn, sein Leben, Wirken und Denken (Mit e. Beitr. von Werner-Ulrich Deetjen), Stuttgart / Hamburg 1989, ISBN 3-7984-0675-8
- Christian Väterlein (Hg.): Philipp Matthäus Hahn 1739–1790. Pfarrer, Astronom, Ingenieur, Unternehmer. Ausstellungen des Württembergischen Landesmuseums Stuttgart und der Städte Ostfildern, Albstadt, Kornwestheim, Leinfelden-Echterdingen; Teil 1: Katalog, Teil 2: Aufsätze (= Quellen und Schriften zu Philipp Matthäus Hahn, Bände 6 und 7). Stuttgart 1989, OCLC 740147919.
- Alfred Munz: Philipp Matthäus Hahn Pfarrer und Mechanikus. Jan Thorbecke, Sigmaringen 1990, ISBN 3-7995-4122-5.
- Walter Stäbler: Pietistische Theologie im Verhör. Das System Philipp Matthäus Hahns und seine Beanstandung durch das württembergische Konsistorium. Dissertation, Münster in Westfalen 1990. Calwer Verlag, Stuttgart 1992, ISBN 3-7668-3130-5.
- Günther Schweizer: Familie, Vorfahren und Verwandte von Philipp Matthäus Hahn. Pfarrer, Astronom, Ingenieur und Unternehmer. 1739–1790 (= Schriftenreihe des Fördervereins Stadtmuseum Leinfelden-Echterdingen e. V., Bd. 2). Herausgegeben vom Förderverein Stadtmuseum Leinfelden-Echterdingen e. V. Günther Schweizer, Tübingen 2006, ISBN 3-00-020221-8.
- Werner Raupp: Art. Hahn, Philipp Matthäus (1739–1790). In: Heiner F. Klemme, Manfred Kuehn (Hrsg.): The Dictionary of Eighteenth-Century German Philosophers, Band 2. London/New York 2010, S. 443–445.
- Ralf Kern: Wissenschaftliche Instrumente in ihrer Zeit. Verlag Walther König, Köln 2010.
- Eckart Roloff: Philipp Matthäus Hahn: Der schwäbische Leonardo, ein genialer Mechanikus. In: Eckart Roloff: Göttliche Geistesblitze. Pfarrer und Priester als Erfinder und Entdecker. Wiley-VCH, Weinheim 2010, ISBN 978-3-527-32578-8, S. 197–209 (mit Hinweisen zu Erinnerungsstätten, Denkmälern, Museen u. ä.; 2. aktualisierte Ausgabe 2012, ISBN 978-3-527-32864-2).
- Eckart Roloff: Gottes Wunder in der Rechenmaschine – Pfarrer und Mechanikus Philipp Matthäus Hahn (Memento vom 30. März 2019 im Internet Archive). Text über Hahn zur Präsentation 2015 der Kulturregion Stuttgart zum Thema „Inspiration“.